# Deux étudiants s'embrassant
Deux étudiants s'embrassant (Suudlevad tudengid en estonien) est à la fois une sculpture et une fontaine sur la Place de l'hôtel de ville (Raekoja Plats), à Tartu en Estonie. La sculpture est située devant l'hôtel de ville. Cette statue est l'un des monuments les plus célèbres de Tartu.
La fontaine fut bâtie en 1948 et était notamment utilisée par les jeunes mariés qui espéraient y trouver la chance.
La sculpture a été créée en 1998 par le sculpteur estonien Mati Karmin.